# La Madone Esterházy
La Madone Esterházy ou La Vierge et l’Enfant avec le petit saint Jean est une peinture religieuse de Raphaël. Le tableau, resté inachevé, est actuellement exposé au musée des beaux-arts de Budapest en Hongrie.

## Histoire
La Madone Esterházy est un tableau de petite dimension représentant la Vierge Marie et constituant probablement un élément d'une série de « tableaux de salon » dessinés ou tracés par Raphaël et dont certains ont été terminés par ses élèves.
Le tableau a été peint par Raphaël vers l'an 1508 et a été offert par le pape Clément XI (1649-1721) à la femme de Charles VI du Saint-Empire, l'impératrice Élisabeth-Christine de Brunswick-Wolfenbüttel qui le donna ensuite au comte Kaunitz (de). L'aristocrate hongrois Nicolas II Esterházy l'acheta au début du XIXe siècle. Son importante collection d'œuvres d'art — plus de 1 200 œuvres — fut achetée en 1870 par l'État hongrois et contribua à la fondation du musée d'art étranger de Budapest, l'actuel musée des beaux-arts de Budapest. Le tableau est aujourd’hui connu sous le nom de Madone Esterházy en référence à cette famille.

### Le vol du tableau
Le tableau a été volé au musée de Budapest dans la nuit du 5 novembre 1983 en même temps que d'autres œuvres de Raphaël, Giorgione, Tintoret et de Giambattista Tiepolo. Toutes ont été récupérées quelques mois après le vol par les carabinieri italiens dans un couvent grec abandonné, dans la localité d'Aigion.

## Thème
Pour l'iconographie chrétienne, le tableau est à la fois, une représentation de la Vierge à l'Enfant et une Vierge d'humilité (la Vierge est assise sur le sol).

## Description
Le tableau représente Marie entourée de Jésus et de Jean, enfants. Les habits de la Vierge comportent les couleurs traditionnelles et symboliques rouge et bleu azur.
La Vierge, en position agenouillée sur le sol, regarde tendrement saint Jean et maintient délicatement l'Enfant Jésus qui est assis sur un rocher.
Jésus montre de son index, le bras tendu, saint Jean qui tourne le dos à la Vierge et l'Enfant et qui lit un listel portant la mention Ecce Agnus Dei.
À l'arrière-plan sont représentées des ruines antiques au-dessus d'un monticule dans un paysage de collines brunâtres, parsemé d'arbustes, la ligne d'horizon séparant le tout d'un fond de ciel estampé.

### Tableau inachevé

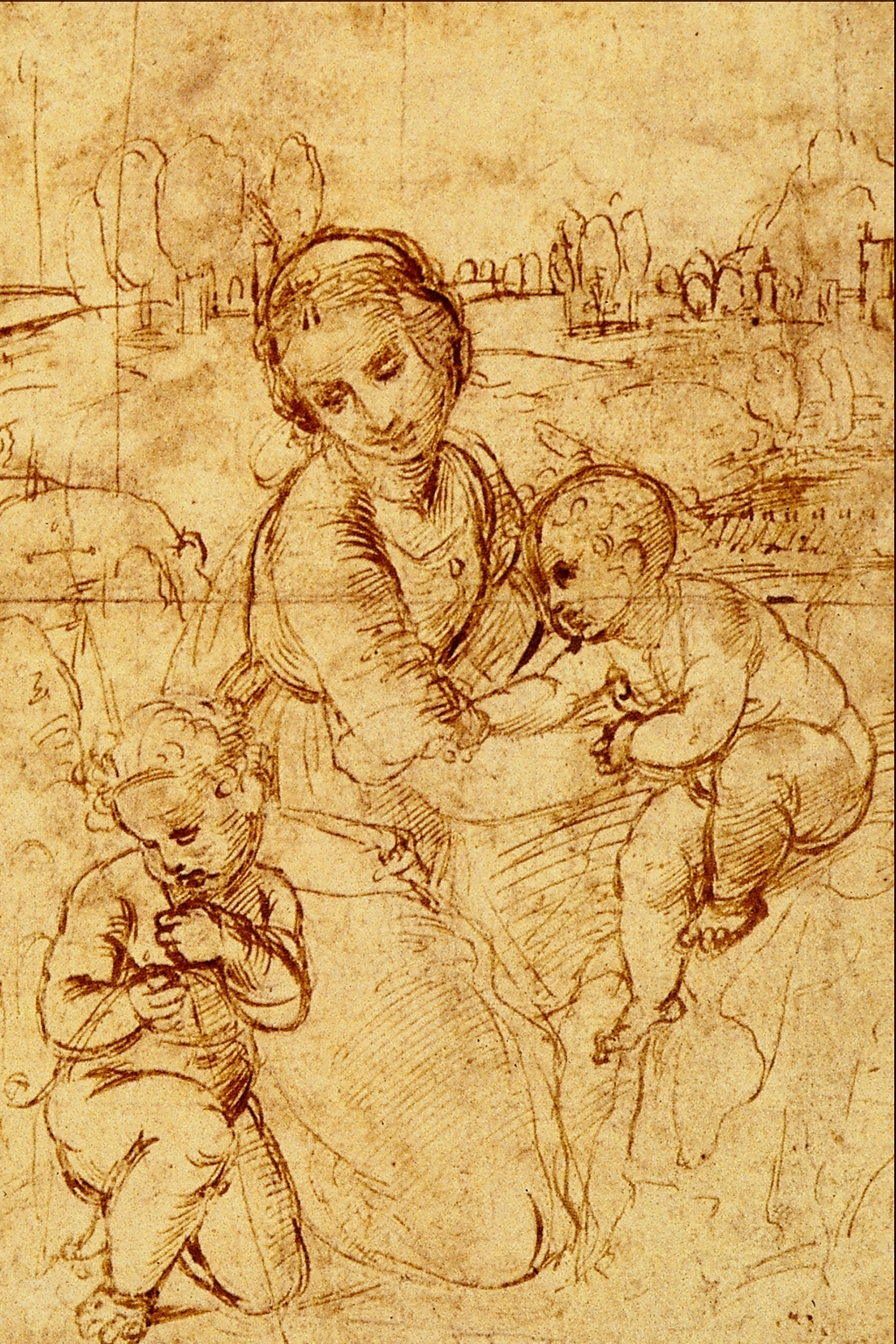
Dessin préparatoire

Les visages des deux enfants ne sont recouverts que d'une couche de couleur préliminaire.

## Analyse
La composition fluide et de forme pyramidale montrant les sujets du tableau liés par des échanges de regards et de gestes témoigne d'une évidente influence des modèles leonardesques comme La Vierge, l'Enfant Jésus et sainte Anne, mais s'en écarte en remplaçant le sens du mystère et à l'inquiétante charge d'illusions et suggestions par une sensation de calme et une familiarité spontanée. 
D'inspiration léonardesque sont aussi le terrain sombre, parsemé de plantes sélectionnées avec soin, le rendu atmosphérique du paysage en arrière-plan se perdant dans les vapeurs du lointain ainsi que les visages de saint Jean et du Christ enfants par le sfumato qui les enveloppe et par les traits somatiques issus du studio dal vero.
La scène dégage une sensation de calme et de douceur, la Vierge regarde et tient tendrement Jésus.

## Attribution
L'attribution à Raphaël est unanime. Le tableau est l'une des œuvres de la série des Madones de l'artiste postérieure à son séjour florentin, influencé par Léonard de Vinci.

## Analyse
Les habits de la Vierge comportent les couleurs traditionnelles rouge et bleu azur : le rouge représente la Passion du Christ et le bleu azur l'Église. Dans la Madone est sous-entendu l'union de (notre mère) l'Église par le sacrifice de son fils.
En dépit de l'harmonie et de la douceur, la scène annonce le drame prophétique impliquant Jésus. Saint Jean prévoit la passion du Christ, en ignorant et tournant le dos à la Vierge et son Enfant et le Christ enfant lui-même « sait » déjà et le fait savoir avec son bras tendu.